# Andor Foldes
Andor Foldes, właśc. Földes (ur. 21 grudnia 1913 w Budapeszcie, zm. 9 lutego 1992 w Herrlibergu) – amerykański pianista pochodzenia węgierskiego.

## Życiorys
Podstawy edukacji muzycznej otrzymał od matki, w wieku zaledwie 8 lat wykonał XV koncert fortepianowy (KV 450) W.A. Mozarta z orkiestrą filharmonii w Budapeszcie. Studiował w Akademii Muzycznej w Budapeszcie u Ernő Dohnányiego (fortepian) i Leó Weinera (kompozycja). W latach 30. XX wieku prowadził intensywną działalność koncertową, w 1940 roku debiutował w Nowym Jorku. W 1948 roku przyjął amerykańskie obywatelstwo. Od 1957 do 1965 roku prowadził klasę fortepianu w Hochschule für Musik w Saarbrücken. W 1961 roku osiadł w Szwajcarii.
Wykonywał muzykę okresu klasycyzmu i romantyzmu, zasłynął zwłaszcza jako interpretator utworów Bartóka i Beethovena. Zajmował się także komponowaniem, pisał własne utwory fortepianowe oraz kadencje do koncertów W.A. Mozarta. Był autorem pracy Keys to the Keyboard (Nowy Jork 1948), wyd. polskie ABC pianisty (Kraków 1966).